# Ентоні Лейк
Ентоні Лейк (англ. William Anthony Kirsopp Lake; нар. 2 квітня 1939, Нью-Йорк) — американський політик. Радник з нацбезпеки президента США Білла Клінтона (1993—1997).

## Біографія
Закінчив Гарвардський університет (бакалавр історії, 1961). Вивчав міжнародну економіку в Трініті-коледжі Кембриджа. Ступінь доктора філософії здобув у Школі громадських і міжнародних відносин імені Вудро Вільсона Прінстонського університету (1974).
У 1962—1970 роках на дипломатичній службі в Держдепі США, працював помічником посла Генрі Лоджа під час В'єтнамської війни.
Працював з сенатором-демократом Едмунд Маскі під час його президентської кампанії 1972 року.
У 1977—1981 роках директор зі стратегічного планування Державного департаменту США.
У 1993—1997 роках радник з нацбезпеки президента США Білла Клінтона.
У 1996 році висувався Клінтоном на посаду директора ЦРУ, однак Сенат США відхилив його кандидатуру.
Після відходу з уряду в 1997 році, працював спеціальним посланником президента США на Гаїті, в Ефіопії та Еритреї.
У 1998—2007 роках працював у Раді Фонду США для ЮНІСЕФ, був його головою з 2004 року, згодом був призначений постійним почесним членом.
У 2000 році він був удостоєний «нагороди Семуеля Нельсона Дрю» Білого дому за значний внесок у досягнення Алжирського угоди, яке поклало край війні між Ефіопією і Еритреєю.
Входив в найближче оточення Барака Обами під час його президентської кампанії в 2008 році.
Виступав з підтримкою пропозиції суперника Обами республіканця Маккейна про необхідність створення «нового ООН, без Росії та Китаю», яка б визначала політику «демократичної частини світової спільноти» — якою могла б стати «Ліга демократій», що об'єднала в своїх рамках «більше сотні демократичних держав».
Був професором на факультеті практичної дипломатії в Джорджтаунському університеті.
З 1 травня 2010 року виконавчий директор Дитячого фонду ООН (ЮНІСЕФ).
- «Діти-інваліди так само, як і всі діти, сподіваються і мріють і мають таке ж право максимально реалізувати свій потенціал»[3].
- «Грудне молоко — кращий продукт для дитини, де б він не народився: в Уганді або Англії, в Китаї або Канаді»[4].
- «Підлітковий вік — це переломний період життя: в ці роки успіхи, досягнуті в ранньому дитинстві, або закріплюються, або повністю сходять нанівець»[5].

## Автор книжок
- написав книгу «Шість кошмарів» про своє бачення політичної ситуації в світі[6]. Першим кошмаром він називав Росію. На його думку, головною проблемою для США є слабкість Росії, а єдино можлива конструктивна політика Вашингтона — це сприяння економічному посиленню Росії, щоб ситуація в країні стабілізувалася. На його думку, найсерйознішою небезпекою в Росії була націоналістична ідеологія, за допомогою якої президент Путін намагався компенсувати слабкість країни і образу росіян за поразку в холодній війні — і таким чином за рахунок імперської риторики приховати економічну слабкість. Виступав за скасування заборони на поїздки громадян США на Кубу[6].